# Venceslav
Venceslav je moško osebno ime.

## Izvor imena
Ime Venceslav je različica moškega osebnega imena Venčeslav.

## Pogostost imena
Po podatkih Statističnega urada Republike Slovenije je bilo na dan 31. decembra 2007 v Sloveniji število moških oseb z imenom Venceslav: 204.

## Osebni praznik
Osebe z imenom Venceslav lahko godujejo skupaj z Venčeslavi oziroma Štefani; (Venčeslav (Vaclav), knez in mučenec, † 28. sept. 929).